# Skarszyn (województwo dolnośląskie)
Skarszyn (niem. Skarsine, następnie Sauerbrunn) – wieś w Polsce położona w województwie dolnośląskim, w powiecie trzebnickim, w gminie Trzebnica.

## Podział administracyjny
W latach 1945–1954 siedziba gminy Skarszyn. W latach 1975–1998 miejscowość położona była w województwie wrocławskim.

## Historia
Pierwsza wzmianka o wsi pochodzi z 1253 r. i zaświadcza o pobieraniu ze wsi dziesięcin na rzecz wrocławskiego opactwa św. Wincentego. W roku 1710 odkryto we wsi lecznicze źródła, później powstało modne uzdrowisko, które przetrwało do przełomu XIX i XX wieku. Do 1945 roku właściciele wsi zmieniali się, później została rozparcelowana.

## Obiekty zabytkowe
Do dzisiaj zachowała się część kompleksu pałacowego – jest to typowy przykład zabudowy dworskiej w stylu neoklasycystycznym na śląskiej wsi. Pałac wybudowany na planie prostokąta, kryty wysokim dachem czterospadowym z wolim okiem nad wejściem w ryzalicie w postaci parterowego portyku między czterema półkolumnami jońskimi podtrzymującymi architraw. Na środku, między dwoma kolumnami, główne wejście a po jego bokach okna ujęte na zewnątrz również kolumnami.

## Rezerwat przyrody
We wsi znajduje się rezerwat przyrody – las bukowy w Skarszynie. Podlega Nadleśnictwu Oborniki Śląskie.

## Trasy rowerowe
Przez miejscowość przebiega międzynarodowa trasa rowerowa EuroVelo 9 (Bałtyk-Adriatyk) oznaczona jako R-9.